# Bootstrap Protocol
 (mai 2025).
Si vous disposez d'ouvrages ou d'articles de référence ou si vous connaissez des sites web de qualité traitant du thème abordé ici, merci de compléter l'article en donnant les références utiles à sa vérifiabilité et en les liant à la section « Notes et références ».
Pour les articles homonymes, voir Bootstrap.
Bootstrap Protocol (BOOTP) est un protocole réseau d'amorçage, qui permet à une machine cliente sans disque dur de découvrir sa propre adresse IP, l'adresse d'un hôte serveur, et le nom d'un fichier à charger en mémoire pour exécution.  On peut représenter l'amorçage comme une opération se produisant en deux phases :
- Détermination d'adresses et sélection du fichier de démarrage, c'est ici qu'intervient BOOTP.
- Transfert du fichier de démarrage, le transfert utilisera typiquement le protocole TFTP, SFTP ou encore FTP.

Le serveur BOOTP utilise le port 67 et le client BOOTP utilise le port 68.
Le protocole BOOTP est défini dans la RFC 951.